# Arthur Koestler
Arthur Koestler, nato Artúr Kösztler (IPA: [ˈɒːrtuːr ˈkøstlɛr]) (Budapest, 5 settembre 1905 – Londra, 1º marzo 1983), è stato uno scrittore, giornalista, saggista, filosofo e parapsicologo ungherese naturalizzato britannico.
Teorizzò l'olarchia, da cui discende la teoria sociale di olocrazia.

## Biografia
Arthur Koestler nacque a Budapest, all'epoca parte dell'Impero austro-ungarico, il 5 settembre 1905 da una famiglia ebraica ashkenazita, figlio di Henrik Kösztler, un commerciante ungherese originario di Miskolc, e di Adele Jeiteles, una donna boema originaria di Praga, ma cresciuta in Austria. Nei primi anni venti, si trasferì con la famiglia a Vienna, dove nel 1922 si iscrisse alla facoltà di ingegneria del Politecnico. Nell'ambiente universitario aderì alla confraternita sionista. Tuttavia, quando l'attività commerciale di suo padre fallì fu costretto a ritirarsi poiché la famiglia non poté più permettersi di pagare la retta. 
Nel 1926, abbandonò quindi l'Europa ed emigrò con i primi coloni sionisti in Palestina, al tempo un protettorato britannico, ove lavorò, sfruttando le competenze degli studi universitari mai completati, come assistente ingegnere in una fabbrica. Assunto da un giornale tedesco, divenne inviato da Gerusalemme, per poi trasferirsi in Germania, dove assunse la carica di co-direttore del Berliner Zeitung am Mittag, iscrivendosi successivamente al Partito Comunista di Germania. Nel 1934 si rifugiò in Francia, a Parigi, per sfuggire alle persecuzioni razziali naziste. Continuò la sua attività di giornalista indipendente, denunciando sempre il pericolo costituito dal regime nazista.
Inviato in Spagna per seguire gli sviluppi della guerra civile spagnola, venne catturato e condannato a morte dall'esercito franchista. L'intervento della diplomazia britannica gli salvò la vita. Tornato in Francia nel 1939, decise di abbandonare il partito comunista, di cui abiurò l'ideologia a seguito delle grandi purghe e deportazioni staliniane. Scrisse Buio a mezzogiorno, il cui protagonista è un uomo del Partito Bolscevico sovietico che cade vittima del sistema di persecuzione di cui egli stesso aveva fatto parte. Il romanzo gli provocò l'ostilità di numerosi intellettuali di sinistra vicini al partito comunista; come conseguenza, lo scrittore cadde in una forte depressione che lo spinse a tentare il suicidio col gas.
Allo scoppio della seconda guerra mondiale le autorità della Francia occupata lo internarono per qualche mese a Le Vernet; liberato, si arruolò nella Legione Straniera, per sfuggire alla deportazione sotto il regime collaborazionista della Repubblica di Vichy governata dal generale Pétain. Riuscì in tal modo a raggiungere Londra, dove si stabilì definitivamente, prendendo anche la cittadinanza britannica.
Nel secondo dopoguerra continuò l'attività di scrittore e polemista, su posizioni decisamente anticomuniste. Fu anche insignito dell'Ordine dell'Impero Britannico. Nel 1983 Koestler, affetto da malattia di Parkinson e leucemia, si suicidò insieme alla terza moglie Cynthia. I corpi dei due coniugi furono trovati dalla cameriera nella loro casa londinese il 3 marzo. La coppia si era tolta la vita 36 ore prima con una overdose di barbiturici.

## Vita privata
Ebbe tre mogli: Dorothy Ascher (dal 1935 al 1950), Mamaine Paget (dal 1950 al 1952), Cynthia Jefferies (dal 1965 al 1983).

## Curiosità
- Secondo quanto riportato nell'opera La guerra fredda culturale. La Cia e il mondo delle lettere e delle arti, della storica e giornalista inglese Francis Stonor Saunders, la rivista tedesca Der Monat, ove furono pubblicati i testi raccolti in seguito nel libro dal titolo Il dio che è fallito, fu finanziata dalla CIA attraverso il Congress for Cultural Freedom in funzione d'un progetto di "persuasione ideologica".[4]

## Opere

### Romanzi
- I gladiatori (The gladiators, 1939) (Mondadori, 1959 - Net, 2002)
- Buio a mezzogiorno (Darkness at noon, 1940) (Mondadori, 1946)
- Arrivo e partenza (Arrival and Departure, 1943) (Mondadori, 1966)
- Ladri nella notte (Thieves in the Night : Chronicle of an Experiment, 1946) (Mondadori, 1947)
- L'età del desiderio (The Age of Longing, 1951) (Jaca Book, 1982)
(precedentemente Gli angeli caduti, Mondadori, 1952)
- Le squillo. Una tragicommedia con un prologo e un epilogo (The Call Girls: A Tragicomedy with a Prologue and Epilogue, 1972) (Rizzoli, 1975)

### Teatro
- Il bar del crepuscolo. Un'evasione in quattro atti (Twilight Bar, 1945) (U, 1947 - Liberal, 2003)

### Testi autobiografici
- Spanish Testament, 1937
- Schiuma della terra (Scum of the Earth, 1941), Il Mulino, 1989.
- Dialogo con la morte (Dialogue with Death, 1942), Bompiani, 1947; Bologna, Il Mulino, 1993.
- The God that Failed, con AA.VV., Harper & Brothers, 1949.
- Freccia nell'azzurro. Autobiografia 1905-1931 (Arrow In The Blue: The First Volume Of An Autobiography, 1905-31, 1952), Milano, Mondadori, 1955; Bologna, Il Mulino, 1990.
- La scrittura invisibile. Autobiografia 1932-1940 (The Invisible Writing: The Second Volume Of An Autobiography, 1932-40, 1954), Bologna, Il Mulino, 1991.
- Stranger on the Square, con Cynthia Koestler, 1984.

### Saggi
- Lo Yogi e il Commissario (The Yogi and the Commissar and other essays, 1945) (Liberal, 2002)
(precedentemente Il yogi e il commissario, Bompiani, 1947)
- La pena di morte (con Albert Camus) (Réflexions sur la peine capitale, 1955) (Newton Compton, 1972)
- I sonnambuli. Storia delle concezioni dell'Universo (The Sleepwalkers: A History of Man's Changing Vision of the Universe, 1959) (Jaca Book, 1982)
- Il fiore di loto e il robot (The Lotus and the Robot, 1960) (?, ?)
- La forca in Inghilterra (Hanged by the neck, 1961) (Edizioni di Comunità, 1963)
- L'atto della creazione (The act of creation, 1964) (Astrolabio Ubaldini, 1975) ISBN 9788834003961
- Il fantasma dentro la macchina (The Ghost in the Machine, 1967) (Società Editrice Internazionale, 1970)
- Il caso del rospo ostetrico. Il "giallo" scientifico attorno al prof. Kammerer (The Case of the Midwife Toad, 1971) (Jaca Book, 1979)
- Le radici del caso (The Roots of Coincidence, 1972) (Astrolabio Ubaldini, 1972)
- La sfida del caso. Esperimenti e speculazioni (The challenge of chance, 1973) (Astrolabio Ubaldini, 1974)
- La tredicesima tribù. Storia dei cazari, dal Medioevo all'Olocausto ebraico (The Thirteenth Tribe: The Khazar Empire and Its Heritage, 1976) (Utet, 2003)
(precedentemente La tredicesima tribù: l'impero dei cazari e la sua eredità, Edizioni di Comunità, 1980)
- Il principio di Giano (Janus: A Summing Up, 1978) (Edizioni di Comunità, 1980)